# Bruno Gouery
Bruno Gouery, né le 11 juillet 1975, est un acteur et scénariste français. Il est connu pour ses rôles dans des productions françaises (Doc Martin, Double je, Zaï zaï zaï zaï) et internationales (The White Lotus, Emily in Paris).
Fin 2023, Johnny Depp le choisit pour interpréter le rôle de Maurice Utrillo, dans le film biographique qu'il réalise et co-produit avec Al Pacino sur Amedeo Modigliani intitulé Modi,.

## Filmographie

### Cinéma
- 2014 : Des lendemains qui chantent : le rédacteur en chef Nouvel Obs
- 2017 : Marie-Francine : le bouquiniste
- 2017 : Les nouvelles aventures de Cendrillon : le pâtissier
- 2019 : Mais vous êtes fous : le professeur Gerando
- 2019 : Place des victoires : le meneur du groupe de paroles
- 2020 : Le bonheur des uns... : un serveur au restaurant
- 2020 : Zaï zaï zaï zaï: Jean-Pierre Galibert
- 2020 : L'incroyable histoire de l'Île de la Rose : le secrétaire du Conseil de l'Europe
- 2021 : Un dragon en forme de nuage : le cleptomane
- 2022 : Ténor : Mr. Moreau
- 2022 : Fratè : César
- 2023 : Nouveau départ de Philippe Lefebvre : médecin échographie
- 2023 : Coup de chance de Woody Allen : Gilles
- 2023 : Les Rois de la piste de Thierry Klifa : Guy-Eric
- 2024 : Loups-Garous de François Uzan : Piero
- 2024 : Modi de Johnny Depp : Maurice Utrillo

### Télévision

#### Séries télévisées
- 2011-2015 : Doc Martin : Romaric Groslay (26 épisodes)
- 2017 : Juste un regard : Le disquaire (6 épisodes)
- 2017-2019 : Alphonse Président : Julien (18 épisodes)
- 2018 : K contraire : François
- 2018 : Cherif : Josselin Gourvannec
- 2019 : Double je : Brigadier Fred Jolin (8 épisodes)
- 2019 : Platane
- depuis 2020 : Emily in Paris : Luc (30 épisodes)[3]
- 2022 : The White Lotus : Didier (4 épisodes)

#### Téléfilms
- -2015 : Les heures souterraines : le technicien informatique